# Правосудие в Древнем Египте

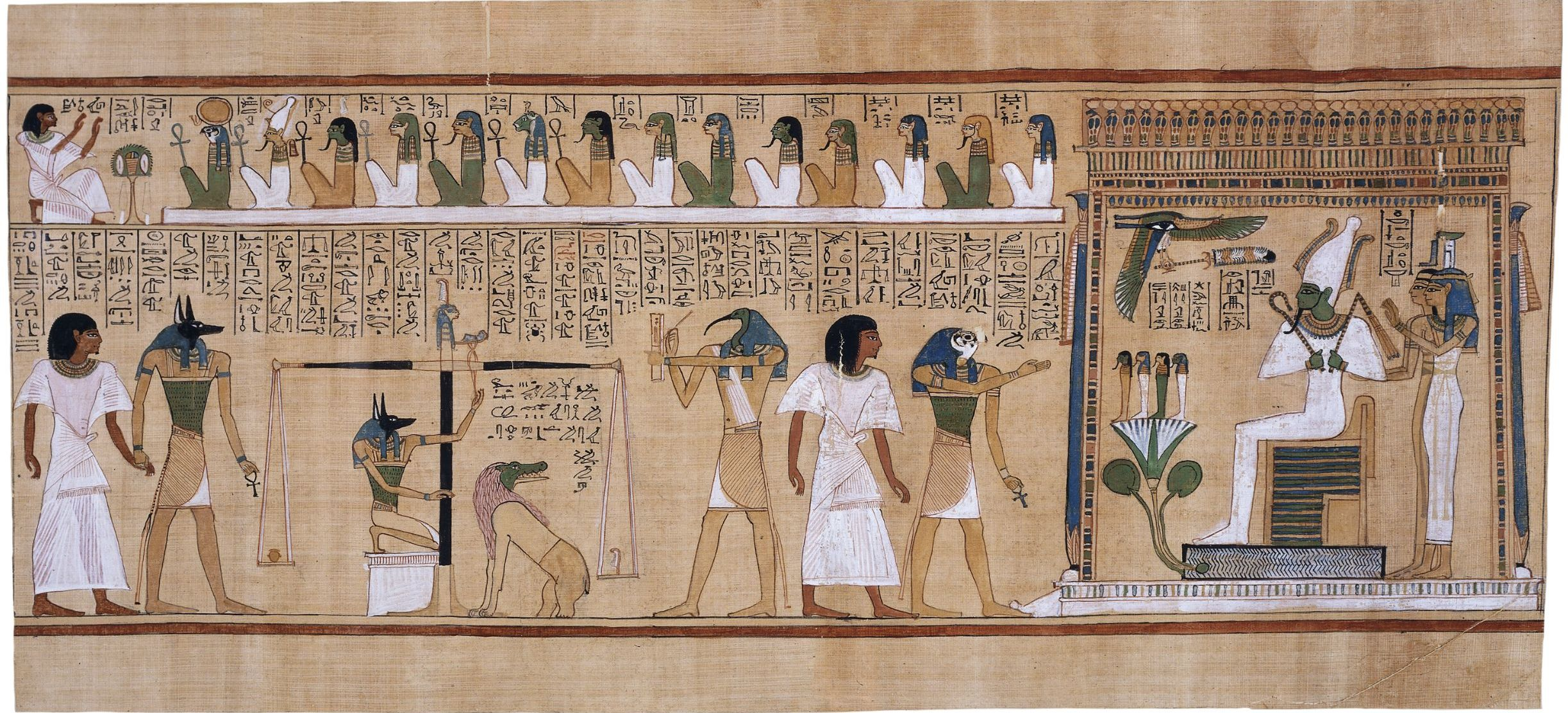
Суд Осириса. Фрагмент папируса Хунефера, ок. 1275 года до н. э. Британский музей, Лондон

Правосудие в Древнем Египте находилось под покровительством богини вселенского порядка Маат. Поэтому все судьи и верховные чати были также её жрецами. Во главе всех исполнителей воли богини стоял фараон, у кого была вся полнота власти. Фараон был гарантом порядка в стране для общего процветания и мира.

## Устройство
В древнейшие периоды истории Египта судебные заседания, бесспорно, протекали в присутствии самого фараона («Тексты пирамид»), но уже с III династии обязанности верховного судьи выполнял чати, доводя до слуха фараона только наиболее важные или конфликтные ситуации (государственная измена, разграбление царских гробниц, членовредительство). С IV династии в номах Египта складываются свои суды, которые возглавляли наместники. По меньшей мере было 6 видов судов (ḥwt-wrt) среди которых ḏȝḏȝt (возможно, провинциальный суд), sḥw-Ḥr (зал Гора, где присутствовал фараон).
Обратиться в суд по тому или иному вопросу имели право все свободные граждане Египта. Женщины обладали равными юридическими правами с мужчинами и могли свободно выступать на суде, становиться поручителями и свидетелями при заключении договоров.

### Судебная иерархия
- Фараон — живой бог, гарант порядка и справедливости;
- Чати — визирь, правая рука фараона;
- Хати — наместник нома;
- Судья wpyw;
- Советник dedet;
- Дознаватель seb;
- Секретарь-писец судебного заседания sr.

Слушание дел в колонном зале храма Фив устраивал главный чати, облачённый в белые одежды со скипетром в руке. Ему помогали советники и писцы, документировавшие процесс. Слушание проходило перед лицами Совета Десяти.

### Виды юридических текстов

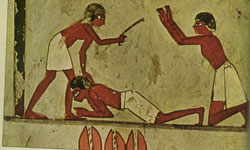
Сцена наказания из гробницы Менны (TT69), XVIII династия

- Семейное или частное право занималось разрешением конфликтов отдельных лиц за исключением вопросов наследования, что входило в общее право. Регулировались вопросы разводов, насилия или прелюбодеяния;
- Финансовые сделки и кредитование;
- Уголовное право: засвидетельствование преступления и установления виновного лица. Также судили злоупотреблявших властью должностных лиц. Сохранились свидетельства местных судебных разбирательств 2600 года до н. э.
- Официальные документы дворца или храмов. В них значились списки титулованной знати, велась перепись населения, новобранцев, солдат или рабочих, налоговые сборы, перепись кадастра, хранились письма.

### Виды наказаний
Приговоры бывали следующих видов:
- оправдание;
- лишение свободы;

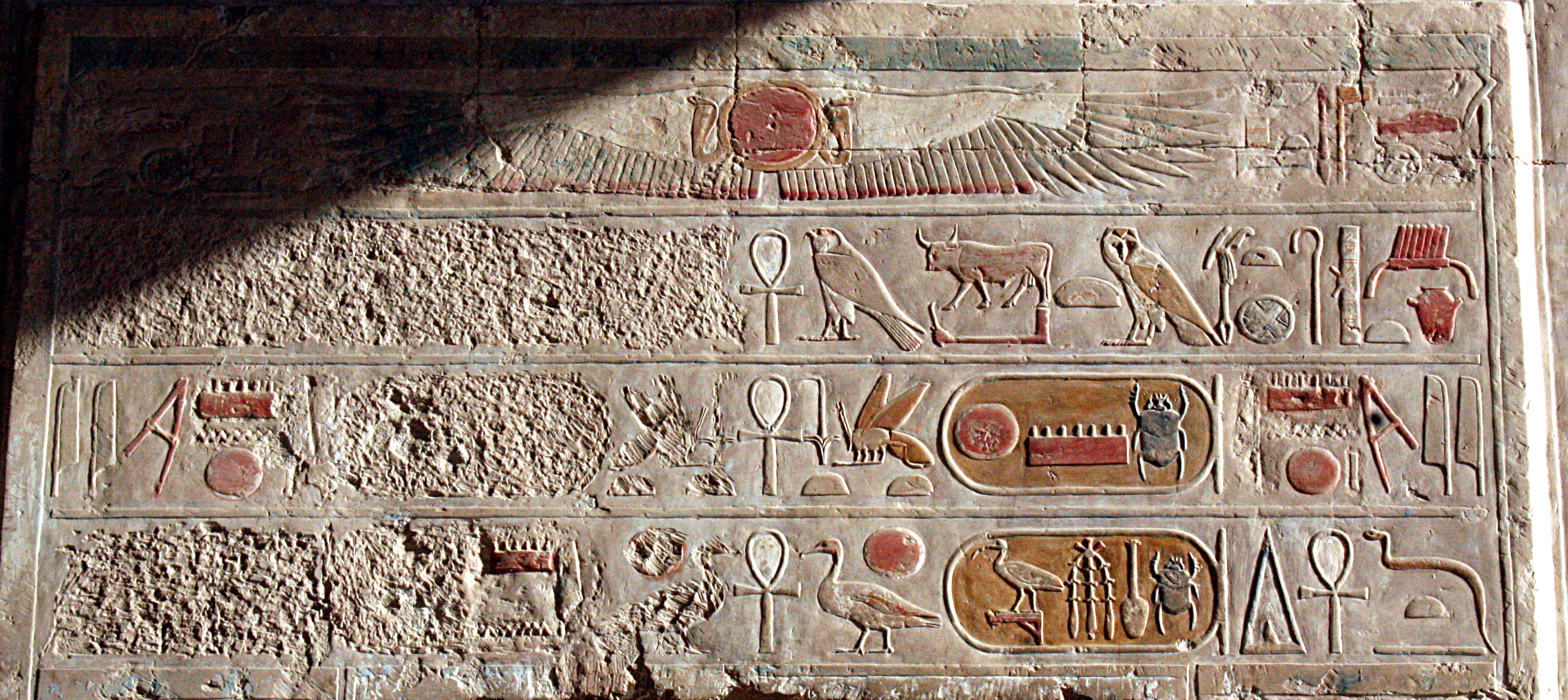
Сбитые надписи в храме Джесер-Джесеру с целью проклятья памяти о правлении Хатшепсут

- конфискация имущества или его части[4];
- отправка на каторжные работы (в шахты, что почти всегда сулило смерть);
- телесные наказания или членовредительство (например, Сахатуэмнеферу отрезали ухо[2]);
- смертная казнь;
- проклятье памяти (лат. Damnatio memoriae) за особо тяжкие проступки (затирание имён и картушей (например, фараона-еретика Эхнатона[7]); также преступника могли повесить или сжечь, не удостоить должного захоронения, чтобы лишить загробной жизни (например, покусившийся на жизнь фараона царевич Пентаур по делу «заговора в гареме»).

### Древние примеры правовых документов
1. Стела Гизы (Каирский музей IE 42.787), обнаруженная в 1910 году немецким египтологом Георгом Штайндорфом, относится к IV или V династии и является древнейшим из известных правовых документов. Включает в себя информацию о заключении сделки о покупке с перечнем предметов и именами партнёров. Договор свидетельствует о существовании в те времена гражданского законодательства[13].
2. Постановление Нефериркара Какаи обеспечивало защиту жрецам от физической расправы.
3. Указ Пиопи II упомянут в «Речении Ипувера» и доказывает существование правовых норм при VI династии ок. 2200 года до н. э.
4. Указ Неферкаухора VIII династии касательно коптского номарха и верховного жреца храма Мина Иди, где за последним закреплялась переданная от отца должность правителя Верхнего Египта.
5. Эдикт Хоремхеба 1300 года до н. э. на пилоне Карнакского храма из 9 частей, основанных на имевшихся законах. Задачей стояло пресечь деятельность коррумпированных чиновников, реформировать судебную систему. Продажным судьям отрезали носы и ссылали в Суэц[14]. Ужесточение закона для злоупотребляющих властью, обкрадывающих крестьян под предлогом сбора налогов, сводилось к наказанию 100 ударами плетьми или отрезанию носа. Если судья вступал в сговор со сборщиком налогов, его казнили[15].
6. Гермопольский кодекс содержит кодифицированные нормы египетского законодательства, написанные демотическим письмом[16].
7. Папирус Эббота описывает судебное разбирательство по делу разграбления царских гробниц в правление фараона Рамсеса IX[17].